# Presidenti del Football Club Internazionale Milano

Angelo Moratti, presidente del club dal 1955 al 1968, assieme al figlio Massimo: quest'ultimo guidò la società in due periodi differenti, dal 1995 al 2004 e dal 2006 al 2013.

In 116 anni di storia, sono stati 22 i presidenti avvicendatisi alla guida dell'Internazionale.

## Storia
Primo presidente della formazione fu Giovanni Paramithiotti, peraltro tra i soci fondatori del club; già un anno dopo la nascita della società, nel 1909 Paramithiotti cedette l'incarico a Ettore Strauss.
Dal punto di vista della longevità, il primato spetta alla presidenza di Massimo Moratti che si insediò nel 1995 rilevando il club da Ernesto Pellegrini. La gestione di Moratti coprì gli anni dal 1995 al 2013, seppur con due interruzioni dovute alla dimissione: il primo caso fu nel maggio 1999, con l'atto revocato nel luglio successivo. La seconda parentesi interessò invece il periodo dal gennaio 2004 al novembre 2006, quando fu Giacinto Facchetti a subentrare in veste presidenziale: dopo la morte di quest'ultimo, avvenuta nel settembre 2006, Moratti (che aveva comunque mantenuto la proprietà del club) riassunse l'incarico. Proprio la gestione di Moratti è stata la più vittoriosa nella storia del club, con 16 trofei conquistati dal 1998 al 2011 (di cui 11 da presidente): 5 campionati italiani, 4 Coppe Italia, 4 Supercoppe italiane, una Coppa UEFA, una Champions League e un Mondiale per club. Il secondo posto in tale classifica è invece del padre Angelo, a capo della società dal 1955 al 1968: tra il 1963 e il 1966 la formazione nota come Grande Inter si aggiudicò 3 titoli nazionali, 2 Coppe dei Campioni e 2 Coppe Intercontinentali. Complessivamente, negli anni di proprietà morattiana, l'Inter ha incamerato 23 trofei.
L'era di Moratti si concluse nell'autunno 2013, terminando con un altro evento storico: l'acquisizione da parte dell'indonesiano Erick Thohir, divenuto il primo presidente straniero della storia nerazzurra. Nel 2018 Thohir cedette a sua volta il comando al cinese Steven Zhang, risultato invece il presidente più giovane del club e il secondo più vincente della storia dei meneghini a pari merito con Angelo Moratti e dietro solo al figlio Massimo: tra il 2021 e il 2024 Zhang vinse 2 campionati italiani, 2 Coppe Italia e 3 Supercoppe italiane. Nel 2024, a seguito del passaggio del club agli statunitensi di Oaktree, Giuseppe Marotta fu scelto per ricoprire la carica di presidente.

## Lista dei presidenti
- 1908-1909  Giovanni Paramithiotti
- 1909-1910  Ettore Strauss
- 1910-1912  Carlo De Medici
- 1912-1913  Emilio Hirzel
- 1913-1914  Luigi Ansbacher
- 1914-1919  Giuseppe Visconti di Modrone
- 1919-1920  Giorgio Hülss
- 1920-1923  Francesco Mauro
- 1923-1926  Enrico Olivetti
- 1926-1928  Senatore Borletti
- 1928-1929  Ernesto Torrusio
- 1929-1931  Oreste Simonotti
- 1931-1942  Ferdinando Pozzani
- 1942-1955  Carlo Masseroni
- 1955-1968  Angelo Moratti
- 1968-1984  Ivanoe Fraizzoli
- 1984-1995  Ernesto Pellegrini
- 1995-2004  Massimo Moratti
- 2004-2006  Giacinto Facchetti
- 2006-2013  Massimo Moratti
- 2013-2018  Erick Thohir
- 2018-2024  Steven Zhang
- 2024-  Giuseppe Marotta

## Titoli vinti
Il seguente elenco riporta i vari presidenti del club con dettaglio sul numero di trofei vinti.
| Nome               | Campionati italiani | Coppe Italia | Supercoppe italiane | Coppe dei Campioni/Champions League | Coppa UEFA/Europa League | Coppa Intercontinentale | Mondiale per club | Totale |
| ------------------ | ------------------- | ------------ | ------------------- | ----------------------------------- | ------------------------ | ----------------------- | ----------------- | ------ |
| Massimo Moratti    | 4                   | 2            | 2                   | 1                                   | 1                        |                         | 1                 | 11     |
| Angelo Moratti     | 3                   |              |                     | 2                                   |                          | 2                       |                   | 7      |
| Steven Zhang       | 2                   | 2            | 3                   |                                     |                          |                         |                   | 7      |
| Giacinto Facchetti | 1                   | 2            | 2                   |                                     |                          |                         |                   | 5      |
| Ivanoe Fraizzoli   | 2                   | 2            |                     |                                     |                          |                         |                   | 4      |
| Ernesto Pellegrini | 1                   |              | 1                   |                                     | 2                        |                         |                   | 4      |
| Ferdinando Pozzani | 2                   | 1            |                     |                                     |                          |                         |                   | 3      |
| Carlo Masseroni    | 2                   |              |                     |                                     |                          |                         |                   | 2      |
| Carlo De Medici    | 1                   |              |                     |                                     |                          |                         |                   | 1      |
| Giorgio Hülss      | 1                   |              |                     |                                     |                          |                         |                   | 1      |
| Oreste Simonotti   | 1                   |              |                     |                                     |                          |                         |                   | 1      |
| Totale             | 20                  | 9            | 8                   | 3                                   | 3                        | 2                       | 1                 | 46     |